# Esmeralda-de-cauda-azul
O esmeralda-de-cauda-azul (Chlorostilbon mellisugus) é um beija-flor da tribo Trochilini da subfamília Trochilinae. É encontrado na América do Sul tropical e subtropical a leste dos Andes, da Colômbia, a leste das Guianas e Trinidad, e ao sul até o norte da Bolívia e centro do Brasil.

## Taxonomia e sistemática
Esta espécie foi formalmente descrita pelo naturalista sueco Lineu em 1758 na décima edição de seu Systema Naturae sob o nome binomial Trochilus mellisugus. O epíteto específico combina o latim mel, significando o mesmo que em português, e sugere significando "sugar". A descrição de Linnaeus era tipicamente breve e não estava claro qual espécie ele estava descrevendo. Quando atualizou seu Systema Naturae para a décima segunda edição em 1766, Linnaeus adicionou citações, incluindo uma para o "beija-flor todo verde" que havia sido descrito e ilustrado pelo naturalista inglês George Edwards em seu Gleanings of Natural History. A identidade ainda permanecia incerta, mas em 1950 o ornitólogo estadunidense John T. Zimmer argumentou que a espécie Trochilus mellisugus descrita por Lineu só poderia ter sido o esmeralda-de-cauda-azul. Isso tem sido geralmente aceito. Zimmer designou a localidade tipo como Caiena na Guiana Francesa. O esmeralda-de-cauda-azul agora é colocado no gênero Chlorostilbon que foi introduzido pelo ornitólogo inglês John Gould em 1853.
Esta espécie teve, por vezes, até 17 subespécies atribuídas a ela. A maioria delas foi reavaliada como espécie individual, como subespécie de outras espécies ou como não sendo distinguíveis de forma alguma.
Três grandes sistemas taxonômicos mundiais diferem em seu tratamento da espécie. O Comitê Ornitológico Internacional (IOC) reconhece sete subespécies. A taxonomia de Clements reconhece seis e o Handbook of the Birds of the World (HBW) da BirdLife International reconhece oito.
As sete subespécies reconhecidas pelo COI são:
- C. m. caribaeus (Lawrence), 1871
- C. m. duidae (Zimmer, JT & Phelps), 1952
- C. m. subfurcatus (Berlepsch), 1887
- C. m. mellisugus (Lineu), 1758
- C. m. phoeopygus (Tschudi), 1844
- C. m. napensis (Gould), 1861
- C. m. peruanus (Gould), 1861

A taxonomia de Clements e o HBW incluem napensis dentro de phoeopygus, considerando-os indistinguíveis um do outro. No entanto, as subespécies do HBW incluem C. m. pumilis e C. m. melanorhynchus. Clements atribui essas duas subespécies ao esmeralda-ocidental (C. melanorhynchus), que o IOC também reconhece. No entanto, o IOC não reconhece pumilis e trata o esmeralda-ocidental como monotípico.
Estudos filogenéticos moleculares sugerem que o esmeralda-de-cauda-azul é irmão do besourinho-de-bico-vermelho. No entanto, o IOC, Clements e HBW não parecem ter aceitado totalmente esse tratamento, pois suas sequências lineares de espécies (que refletem relacionamentos) inserem o esmeralda-de-chiribiquete (C. olivaresi) entre as duas.

## Descrição
Os machos dos esmeralda-de-cauda-azul têm de 7,5 a 9,5 cm de comprimento e as fêmeas de 6,5 a 7,5 cm. Os machos de C. m. caribaeus têm em média cerca de 2,7 g e as fêmeas cerca de 2,5 g. Os machos de C. m. phoeopygus têm em média cerca de 2,7 g e as fêmeas cerca de 2,4 g. Ambos os sexos de todas as subespécies têm um bico preto, curto e reto. Todos os machos têm uma cauda bifurcada cuja profundidade varia um pouco entre as subespécies. As fêmeas são essencialmente indistinguíveis umas das outras.
Os machos da subespécie nominal têm uma testa e coroa verde-dourada iridescente, partes superiores verde-bronze brilhantes e uma cauda azul-aço. Suas partes inferiores são verde-esmeralda brilhante que é mais iridescente no peito e azulada na garganta. Eles têm coxas brancas. A testa e a coroa da fêmea nominal são verde-bronze. Seu rosto tem uma "máscara" enegrecida com uma faixa cinza-clara atrás do olho. O resto de suas partes superiores são verde-grama metálica e a cauda preto-azulada com pontas cinza-esbranquiçadas. Suas partes inferiores são cinza-claras.
A subespécie C. m. caribaeus é muito parecida com a nominada, mas o macho tem menos azul na garganta. O macho C. m. duidaes tem uma cabeça laranja bronzeada e partes superiores acobreadas avermelhadas. Os machos de C. m. subfurcatus têm azul-esverdeado na garganta e nas coberturas superiores da cauda e verde-dourado na coroa, cujas intensidades são intermediárias entre a nominada e a caribaeus. C. m. phoeopygus tem uma bifurcação mais profunda na cauda do que a nominada. C. m. peruanus parece essencialmente o mesmo que a nominada.

## Distribuição e habitat
As sete subespécies do esmeralda-de-cauda-azul reconhecidas pelo COI são assim distribuídas:
- C. m. caribaeus, norte da Venezuela, Trinidad e as "Ilhas ABC"
- C. m. duidae, região de Cerro Duida, no estado do Amazonas, no sul da Venezuela
- C. m. subfurcatus, leste e sul da Venezuela, Guiana e região do Rio Branco, no noroeste do Brasil
- C. m. mellisugus, Suriname, Guiana Francesa e a bacia inferior do Amazonas, no nordeste do Brasil
- C. m. phoeopygus, o alto rio Amazonas e seus tributários orientais na Colômbia, Equador e Brasil
- C. m. napensis, o alto rio Amazonas, no nordeste do Peru
- C. m. peruanus, sudeste do Peru, leste da Bolívia e possivelmente extremo sudoeste do Brasil

A espécie ocorre em uma variedade de habitats, das zonas tropicais às temperadas. É encontrada principalmente em paisagens semi-abertas a abertas, como savana, cerrado, áreas cultivadas e jardins. Também ocorre nas bordas de florestas decíduas e em grandes clareiras dentro de florestas de terra firme, e comumente no Equador, várzea e florestas de várzea. Em elevação, varia entre 750 e 2.600 m no Equador, até 1.200 m no Peru e do nível do mar a cerca de 1.850 m na Venezuela.

## Comportamento

### Movimento
O esmeralda-de-cauda-azul é principalmente sedentário, mas em algumas áreas aparentemente faz movimentos sazonais.

### Alimentação
O esmeralda-de-cauda-azul busca néctar principalmente visitando sequencialmente um circuito de plantas floridas. No entanto, em algumas áreas, ele defende trechos floridos. Obtém néctar de uma grande variedade de plantas baixas, arbustos e árvores, e se alimenta em todos os níveis da vegetação. Além do néctar, captura pequenos insetos e outros artrópodes ao caçar de um poleiro.

### Reprodução

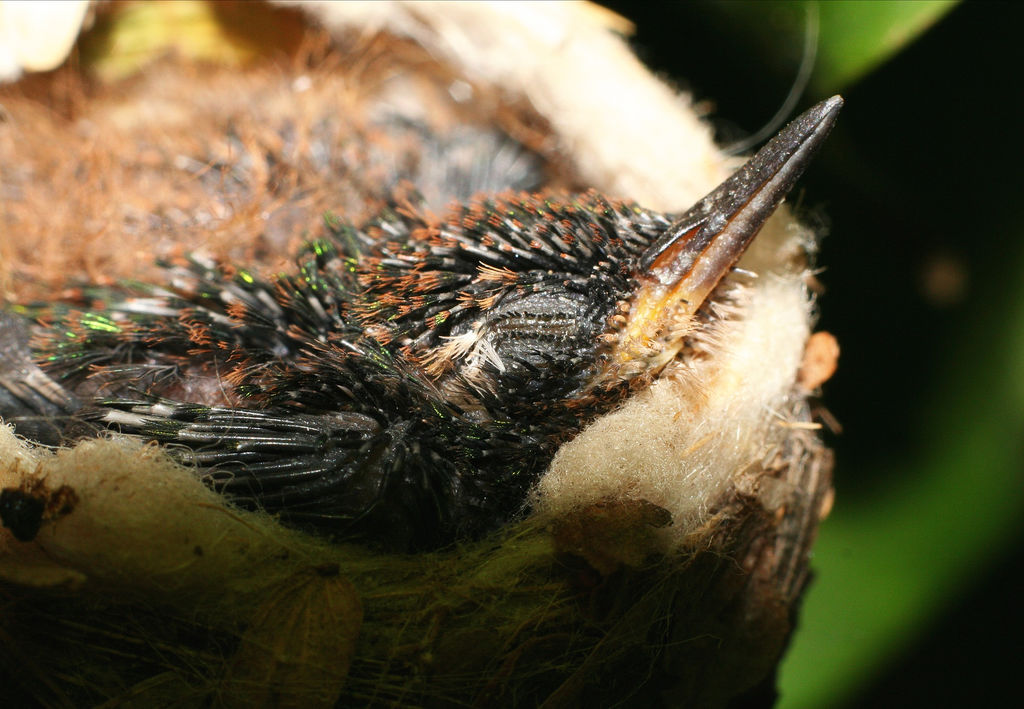
Um esmeralda-de-cauda-azul com uma semana, dentro do ninho.

A subespécie mais ao norte do esmeralda-de-cauda-azul, C. m. caribaeus, parece nidificar em qualquer época do ano. As estações de reprodução das outras subespécies não foram documentadas. A espécie faz um ninho em forma de xícara de material vegetal felpudo preso com teia de aranha e coberto com pedaços de casca e líquen. Ela tende a colocá-lo em um galho inclinado a cerca de 1 m do solo em vegetação secundária densa. A fêmea incuba a ninhada de dois ovos por 13 a 19 dias e a emplumação ocorre de 18 a 20 dias após a eclosão.

### Vocalização
O canto do esmeralda-de-cauda-azul foi descrito como "notas repetidas de 'tsip' ou 'chuípe, com ocasionais gorjeios". Seus chamados incluem "um chirrrt relativamente alto e áspero e notas suaves de 'tsip', 'pit' e 'chuípe'".

## Status
A IUCN segue a taxonomia HBW e, portanto, inclui o que a IOC e Clements chamam de esmeralda-ocidental. Ela avaliou a esmeralda-de-cauda-azul como sendo de menor preocupação. A espécie tem uma distribuição muito grande e, embora seu tamanho populacional não seja conhecido, acredita-se que seja estável. É considerada comum em grande parte de sua distribuição, embora menos em Trinidad e no leste do Equador; ocorre em várias áreas protegidas e se adaptou a paisagens artificiais.

## Leitura suplementar
- ffrench, Richard (1991). A Guide to the Birds of Trinidad and Tobago 2ª ed. [S.l.]: Comstock Publishing. ISBN 0-8014-9792-2
- Hilty, Steven L (2003). Birds of Venezuela. Londres: Christopher Helm. ISBN 0-7136-6418-5